# 死颌龙属
死颌龙（学名：Gnathomortis，意为“死亡之颚”）是海洋爬行动物的一个属，属于沧龙科。其化石发现于科罗拉多州坎帕阶早期的曼科斯页岩。属下包括单一物种史氏死颌龙（G. stadtmani），直至2020年重新描述前一直被视为近亲倾齿龙的一个物种。死颌龙是种10.5（34英尺）长的大型沧龙。
其原于1999年命名为倾齿龙的一个种。舒普等人（2006）年的系统发育分析发现，该分析所编码的倾齿龙物种共同组成了一个演化支，但“史氏倾齿龙”不属于该演化支，因此也不属于该属。尽管“史氏倾齿龙”正模标本仅含部分颅骨和脊柱（编号：BYU 13082），但对标本的进一步清修揭示了隅骨及颅顶的独特特征，在此基础上，利夫雷于2020年将其移入新属死颌龙。